# Blood Is Thicker than Water
«Blood Is Thicker than Water» es una canción interpretada por el músico estadounidense William DeVaughn. Fue publicada en agosto de 1974 como el segundo sencillo de su primer álbum de estudio, Be Thankful for What You Got.

## Antecedentes
DeVaughn tuvo su primer éxito comercial con su sencillo debut «Be Thankful for What You Got», tema que recibiría el certificado de disco de oro por la RIAA. Entre sus canciones posteriores a «Be Thankful for What You Got» se encontraba «Blood Is Thicker than Water» de 1974. Fue escrita por Pal Rakes y Russ Faith, quienes se basaron en un proverbio que significaba que los lazos familiares siempre serán más fuertes que otras relaciones. Las sesiones de grabación de la canción tuvieron lugar en Sigma Sound Studios, en Filadelfia, Pensilvania. El lado B del sencillo era una versión extendida de la canción titulada «Blood Is Thicker than Water, Part II».

## Recepción de la crítica
Un escritor no especificado de Record World le otorgó el certificado de “Hit of the Week”, y comentó: “El hombre de ‘Be Thankful’ está de regreso con otra parábola conmovedora”. Un escritor no especificado de la revista Cash Box declaró: “Este talentoso recién llegado surgió de la nada con su último éxito, «Be Thankful for What You've Got» [sic] y esta continuación parece llevarlo aún más lejos en el camino hacia el estrellato. Mucha de esa buena sensación de «Be Thankful» está aquí, por lo que este no debería tener ningún problema para llegar a la cima... Este es un disco que escucharás durante algún tiempo”.

## Lista de canciones
Todas las canciones escritas y compuestas por Pal Rakes y Russ Faith.
1. «Blood Is Thicker than Water» – 3:31
2. «Blood Is Thicker than Water, Part II» – 4:06

## Créditos y personal
Créditos adaptados desde las notas de álbum de Be Thankful for What You Got.
Músicos
- William DeVaughn – voz principal
- John Davis – órgano, piano, saxofón, flauta, sintetizador
- Jerry Cohen – clavinet, piano
- Pal Rakes – guitarra
- Hugh McDonald – bajo eléctrico
- Al Price – batería
- Larry Washington – percusión
- Vince Montana – vibráfono
- Don Renaldo – cuerdas
- Nadine Felder – coros
- Gwen Oliver – coros

## Posicionamiento
| Gráfica (1974)                              | Pico de posición |
| ------------------------------------------- | ---------------- |
| Estados Unidos (Billboard Hot 100)          | 43               |
| Estados Unidos (Billboard Hot Soul Singles) | 10               |